# Сисајд Хајтс (Њу Џерзи)
Сисајд Хајтс (енгл. Seaside Heights) град је у америчкој савезној држави Њу Џерзи.

## Демографија
По попису из 2010. године број становника је 2.887, што је 268 (-8,5%) становника мање него 2000. године.
| Група             | 2000.         | 2010.         |
| Белци             | 2.629 (83,3%) | 2.062 (71,4%) |
| Афроамериканци    | 127 (4,0%)    | 193 (6,7%)    |
| Азијати           | 27 (0,9%)     | 44 (1,5%)     |
| Хиспаноамериканци | 306 (9,7%)    | 516 (17,9%)   |
| Укупно            | 3.155         | 2.887         |